# Pavla Hamácková
Pavla Hamácková (Chomutov; 20 de mayo de 1978), también llamada Pavla Rybová, es una atleta checa, especialista en la prueba de salto con pértiga, en la que ha logrado ser medallista de bronce mundial en 2005.

## Carrera deportiva
En el Campeonato Europeo de Atletismo en Pista Cubierta de 2000 celebrado en Gante ganó la medalla de oro en salto con pértiga, con un salto de 4.40 metros; cinco años después, en el Mundial de Helsinki 2005 ganó la medalla de bronce en salto con pértiga, alcanzando los 4.50 metros, quedando en el podio tras la rusa Yelena Isinbayeva que saltó 5.01 metros (récord del mundo), y la polaca Monika Pyrek que saltó 4.60 metros.